# Подарунки по телефону
«Подарунки по телефону» (латис. «Dāvanas pa telefonu») — радянський кінофільм в жанрі детектива, знятий у 1977 році.

## Сюжет
Машиністу Арнольду Петерсону, що працює в вантажному русі на маршруті Рига — Клайпеда, регулярно телефонує невідомий, який дякує за відмінну роботу і повідомляє, що на його ощадкнижку переведені гроші. Петерсон розуміє, що справа нечиста, але в міліцію йти боїться. Одного разу на шляхах стався підозрілий нещасний випадок — інший машиніст потрапив під потяг. У загиблого виявили ощадкнижку з регулярними щомісячними переказами…
Петерсон зрозумів, за що його «обдаровували»: сам того не підозрюючи, він сприяв перевозу «лівого вантажу». На станції почалася перевірка, було організоване стеження. Вирішивши піти в органи не з порожніми руками, Петерсон за своєю ініціативою став фотографувати під час роботи всіх, хто міг бути причетний до махінацій із зайвими вагонами, які від'єднувалися в дорозі. Ця ініціатива мало не коштувала йому життя.

## У ролях
- Стасіс Петронайтіс — Арнольд Петерсон
- Еугенія Плешкіте — Тамара Шимановська
- Харій Лієпіньш — Розе
- Хелга Данцберга — Мірдза
- Гунарс Цилінскіс — Полковник
- Петеріс Лієпіньш — Зігіс
- Паул Буткевич — Едельманіс
- Інтс Буранс — Круглов
- Віктор Плют — Яковлєв
- Івар Калниньш — Салмс
- Артур Калейс — Менгеліс
- Юріс Камінскіс — залізничник
- Алексей Михайлов — залізничник
- Ліліана Весере — Гуна (озвучувала Наталія Ричагова)
- Аквеліна Лівмане — Інна Даркевіца
- Ольгерт Кродерс — адвокат

## Знімальна група
- Режисер: Алоїз Бренч
- Автор сценарію: Андріс Колбергс
- Оператор: Мікс Звірбуліс
- Художник: Гунарс Балодіс
- Композитор: Раймонд Паулс